# Coupe Gambardella 2008-2009
Navigation
Édition précédente Édition suivante
La Coupe Gambardella de football est organisée durant la saison 2008-2009 par la Fédération française de football (FFF) et ses ligues régionales, et se déroule sur toute la saison, de décembre à mai. La compétition à élimination directe met aux prises les clubs de -18 ans à travers la France.

## Déroulement de la compétition
Le système est le même que celui utilisé les années précédentes.
Niveaux :
(1) National
(2) Ligue
(3) District
Cette page ne présente les résultats qu'à partir des 64èmes de finale.

## Calendrier

### Soixante-quatrièmes de finale
Le Département Jeunes a décidé que les matches initialement prévus les samedi 10 et dimanche 11 janvier 2009 et reportés pour cause d'impraticabilité du terrain sont fixés au dimanche 18 janvier 2009 à 14h30. Par ailleurs, en cas de nouvelles impraticabilités des terrains des clubs recevant le dimanche 18 janvier 2009 ou en l'absence de terrains de repli présentés par ces derniers, les rencontres seront inversées et se joueront sur le terrain des clubs adverses le mercredi 21 janvier 2009 à 14h30.
| Club (division)                                   | Score          | Club (division)                   | T.a.b | Lieu de la rencontre                          | Date et heure     |
| ------------------------------------------------- | -------------- | --------------------------------- | ----- | --------------------------------------------- | ----------------- |
| Vesoul HSF (2)                                    | 1-0            | Domtac FC (2)                     |       | Stade René Hologne, Vesoul                    | 11/01/2009, 13h00 |
| USM Marly (3)                                     | 0-5            | USL Dunkerque (2)                 |       | Complexe Sportif Jean-Pierre Papin, Marly     | 11/01/2009, 14h30 |
| ES Wasquehal (1)                                  | 0-1            | RC Lens (1)                       |       | Complexe Lucien Monage, Wasquehal             | 11/01/2009, 14h30 |
| US Saint-Omer (2)                                 | 1-2            | Amiens SC (1)                     |       | Stade Gaston Bonnet, Saint-Omer               | 11/01/2009, 14h30 |
| US Lesquin (1)                                    | 1-3            | Valenciennes FC (1)               |       | Stade Jean-Pierre Papn, Lesquin               | 11/01/2009, 14h30 |
| US Maubeuge (2)                                   | 0-0            | CS Sedan (1)                      | 4-5   | Stade Léo Lagrande, Maubeuge                  | 11/01/2009, 14h30 |
| Stade de Reims (2)                                | 3-0            | ASC Biesheim (2)                  |       | Stade des Thiolettes, Reims                   | 11/01/2009, 14h30 |
| SAS Épinal (2R)                                   | 0-1            | FC Metz (1)                       |       | Stade la Colombière, Épinal                   | 11/01/2009, 14h30 |
| Jarville JF (2)                                   | 1-5            | ESTAC Troyes (1)                  |       | Stade de la Californie, Jarville-la-Malgrange | 11/01/2009, 14h30 |
| ASM Belfort (2)                                   | 0-2            | AS Nancy-Lorraine (1)             |       | Stade Étienne Mattler, Belfort                | 11/01/2009, 14h30 |
| USON Mondeville (2)                               | 1-1            | Le Mée Sports Football (2)        | 5-4   | Stade Jean Tocquer, Mondeville                | 11/01/2009, 14h30 |
| Le Havre Municipaux (2)                           | 1-3            | SM Caen (1)                       |       | Stade Jacques Percepied, Le Havre             | 11/01/2009, 14h30 |
| Pontivy Stade (2)                                 | 1-0            | US Saint-Malo (2)                 |       | Stade Municipal Faubourg Verdun, Pontivy      | 11/01/2009, 14h30 |
| Stade brestois (2)                                | 3-2            | EA Guingamp (1)                   |       | Stade Cavale Blanche, Brest                   | 11/01/2009, 14h30 |
| SM Douarnenez (2)                                 | 1-2            | Stade briochin (1)                |       | Stade Xavier-Trellu, Douarnenez               | 11/01/2009, 14h30 |
| Vannes OC (2)                                     | 0-4            | FC Nantes (1)                     |       | Stade du Foso, Vannes                         | 11/01/2009, 14h30 |
| Nueillaubiers FC (2)                              | 2-2            | US Orléans (1)                    | 2-1   | Stade Amand Tuzelet, Nueil-les-Aubiers        | 11/01/2009, 14h30 |
| Les Essarts BMF (2)                               | 1-2            | Cholet SO (2)                     |       | Stade Municipal, Les Essarts                  | 11/01/2009, 14h30 |
| Amilly J3SP (2)                                   | 0-0            | SO Châtellerault (1)              | 5-3   | Stade Georges Clériceau, Amilly               | 11/01/2009, 14h30 |
| Toulouse FC (1)                                   | 0-0            | Tarbes Pyrénées (1)               | 2-3   | Stadium, Toulouse                             | 11/01/2009, 14h30 |
| US Albi (2)                                       | 0-1            | Blagnac FC (2)                    |       | Stade Municipal, Albi                         | 11/01/2009, 14h30 |
| Stade bordelais (2)                               | 0-2            | Aurillac Foot Cantal Auvergne (1) |       | Stade de Stehelin, Bordeaux                   | 11/01/2009, 14h30 |
| Rodez Aveyron Football (1)                        | 1-3            | Montpellier HSC (1)               |       | Stade du Trauc, Rodez                         | 11/01/2009, 14h30 |
| Langon Castets FC (2)                             | 0-3 (Pénalité) | ESA Brive (2)                     |       | Stade Octave Octavin, Langon                  | 11/01/2009, 14h30 |
| ES Fréjus (3)                                     | 0-3            | AS Monaco (1)                     |       | Stade des Chênes, Fréjus                      | 11/01/2009, 14h30 |
| AC Ajaccio (1)                                    | 0-0            | OGC Nice (1)                      | 5-4   | Stade Pierre Benielli, Bastelicaccia          | 11/01/2009, 14h30 |
| Marseille Vivaux Marron (2)                       | 1-1            | SC Bastia (1)                     | 2-3   | Stade Saint Tronc Didier, Marseille           | 11/01/2009, 14h30 |
| FC Sète (2)                                       | 1-0            | AC Seyssinet (2)                  |       | Stade Louis Michel, Sète                      | 11/01/2009, 14h30 |
| Nîmes Olympique (2)                               | 1-0            | AS Cannes (1)                     |       | Centre de Formations, Nîmes                   | 11/01/2009, 14h30 |
| US Le Pontet (2)                                  | 0-1            | Olympique de Marseille (1)        |       | Stade de Montbord, Le Pontet                  | 11/01/2009, 14h30 |
| FC Annecy (2)                                     | 0-2            | FC Martigues (2)                  |       | Parc des Sports, Annecy                       | 11/01/2009, 14h30 |
| AS Saint-Priest (2)                               | 0-'1           | FC Gueugnon (1)                   |       | Stade Jacques Joly, Saint-Priest              | 11/01/2009, 14h30 |
| Dijon FCO (2)                                     | 1-2            | FC Sochaux (1)                    |       | Stade des Poussots, Dijon                     | 11/01/2009, 14h30 |
| Union Sportive Sainte Anne Vertou (2)             | 2-0            | FC Libourne-Saint-Seurin (1)      |       | Centre Sportif des Échalonnières, Vertou      | 11/01/2009, 15h00 |
| Le Mans UC 72 (1)                                 | 1-3            | Angers SCO (1)                    |       | Stade des Fontenelles, Le Mans                | 14/01/2009, 14h30 |
| US Guecelard (2)                                  | 0-3            | Stade lavallois (1)               |       | Stade Municipal, Guecelard                    | 17/01/2009, 14h30 |
| Fontenay VF (2)                                   | 0-3            | Angoulême CFC (2)                 |       | Plaine des Sports, Fontenay-le-Comte          | 17/01/2009, 14h30 |
| Cesson OC (2)                                     | 1-2            | FC Lorient (1)                    |       | Stade Municipal, Cesson-Sévigné               | 17/01/2009, 15h00 |
| FC Saint-Lô (2)                                   | 2-0            | Stade Plabennec (2)               |       | Stade Louis Villemer, Saint-Lô                | 17/01/2009, 16h00 |
| Tours FC (2)                                      | 1-1            | La Roche-sur-Yon (1)              | 4-3   | Stade de la Vallée du Cher, Tours             | 17/01/2009, 15h00 |
| Mérignac SA (1)                                   | 0-3            | Girondins de Bordeaux (1)         |       | Stade Robert Brettes, Mérignac                | 17/01/2009, 15h00 |
| Cercle A. Boulay (2)                              | 0-4            | AS Taissy (1)                     |       | Stade Omnisports, Boulay                      | 18/01/2009, 14h30 |
| Chamalières FC (2)                                | 0-1            | FC Cournon d'Auvergne (2)         |       | Complexe Sportif Claude Wolf, Chamalières     | 18/01/2009, 14h30 |
| Vincennes CO (2)                                  | 2-3            | Lille OSC (1)                     |       | Stade Léo Lagrange, Paris                     | 18/01/2009, 14h30 |
| Chantilly US (2)                                  | 0-2            | Grand Fresnoy ASC (2)             |       | Stade des Bourgognes, Chantilly               | 18/01/2009, 14h30 |
| Paris FC (2)                                      | 5-0            | Stade Portelois (2)               |       | Stade Maryse Hiltz, Paris                     | 18/01/2009, 14h30 |
| FC Sens (2)                                       | 1-1            | RC Strasbourg (1)                 | 5-4   | Stade René Binet, Sens                        | 18/01/2009, 14h30 |
| FR Haguenau (2)                                   | 1-0            | Amnéville CSO (1)                 |       | Parc des Sports, Haguenau                     | 18/01/2009, 14h30 |
| Vandœuvre US (2)                                  | 0-4            | AJ Auxerre (1)                    |       | La Sapinière, Vandœuvre-lès-Nancy             | 18/01/2009, 14h30 |
| AS Allonne (2)                                    | 1-1            | FC Rouen (1)                      | 0-2   | Stade Municipal, Allonne                      | 18/01/2009, 14h30 |
| Racing Club de France Football (1)                | 0-1            | Pacy Vallée-d'Eure Football (1)   |       | Stade Pacy-Ménilles, Ménilles                 | 18/01/2009, 14h30 |
| Union de la jeunesse arménienne d'Alfortville (2) | 1-3            | Le Havre AC (1)                   |       | Parc des Sports Val de Seine, Alfortville     | 18/01/2009, 14h30 |
| Versailles 78 (2)                                 | 1-4            | Paris Saint-Germain (1)           |       | Stade de Porchefontainte, Versailles          | 18/01/2009, 14h30 |
| Red Star 93 (2)                                   | 1-1            | ES Nanterre (2)                   | 4-3   | Stade de l'Île des Vannes, L'Île-Saint-Denis  | 18/01/2009, 14h30 |
| US Quevilly (2)                                   | 3-2            | Olympique Noisy-le-Sec (1)        |       | Stade Lozai, Le Petit-Quevilly                | 18/01/2009, 14h30 |
| Le Mans Glonnières (2)                            | 1-5            | Stade rennais (1)                 |       | Centre Sportif des Sources, Le Mans           | 18/01/2009, 14h30 |
| Moulins AV3 (2)                                   | 0-1            | Chamois niortais FC (1)           |       | Stade de Vaugourdon, Veigne                   | 11/01/2009, 14h30 |
| Déols (2)                                         | 0-4            | LB Châteauroux (1)                |       | Stade Jean Bizet, Déols                       | 18/01/2009, 14h30 |
| Balma SC (2)                                      | 0-1            | US Colomiers (2)                  |       | Stade Municipal, Balma                        | 18/01/2009, 14h30 |
| AS Villeurbanne (2)                               | 1-1            | FC Échirolles (1)                 | 3-1   | Stade des Iris, Villeurbanne                  | 18/01/2009, 14h30 |
| AS Moulin (2)                                     | 1-1            | AS Saint-Étienne (1)              | 5-4   | Stade Hector Rolland, Moulins                 | 18/01/2009, 14h30 |
| US Millery Vourles (3)                            | 0-4            | Besançon RC (2)                   |       | Stade Municipal, Vourles                      | 18/01/2009, 14h30 |
| Olympique lyonnais (1)                            | 1-0            | Clermont Foot (1)                 |       | Plaine de Jeux Gerland, Lyon                  | 18/01/2009, 14h30 |
| Grenoble Foot (1)                                 | 5-0            | Louhans-Cuiseaux (1)              |       | Stade du Vercors, Grenoble                    | 21/01/2009, 14h30 |

### Trente-deuxièmes de finale
Le tirage au sort des trente-deuxièmes de finale a eu lieu mercredi 14 janvier 2009. Les rencontres sont prévues les ?? 2009.
| Club (division)           | Score | Club (division)              | T.a.b | Lieu de la rencontre                        | Date et heure     |
| ------------------------- | ----- | ---------------------------- | ----- | ------------------------------------------- | ----------------- |
| Red Star 93 (2)           | 2-0   | Stade lavallois (1)          |       | Stade Bauer, Saint-Ouen                     | 31/01/2009, 14h30 |
| Girondins de Bordeaux (1) | 1-0   | Aurillac FCA (1)             |       | Stade Gilber Cassin, Saint-Martin-sur-Jalle | 31/01/2009, 14h30 |
| Stade rennais (1)         | 4-0   | Stade briochin (1)           |       | Stade La Piverdière, Rennes                 | 31/01/2009, 15h00 |
| US Quevilly (2)           | 1-1   | USON Mondeville (2)          | 3-5   | Stade Lozay, Le Petit Quevilly              | 31/01/2009, 15h00 |
| FR Haguenau (2)           | 3-2   | Taissy AS (1)                |       | Parc des Sports, Haguenau                   | 01/02/2009, 14h30 |
| Grand Fresnoy ASC (2)     | 1-2   | CS Sedan (1)                 |       | Stade Municipal, Grandfresnoy               | 01/02/2009, 14h30 |
| USL Dunkerque (2)         | 0-1   | Paris FC (2)                 |       | Stade Tribut, Dunkerque                     | 01/02/2009, 14h30 |
| RC Lens (1)               | 2-0   | FC Metz (1)                  |       | Stade François Blin, Avion                  | 01/02/2009, 14h30 |
| FC Sens (2)               | 0-2   | ESTAC Troyes (1)             |       | Stade René Binet, Sens                      | 01/02/2009, 14h30 |
| Valenciennes FC (1)       | 0-1   | AS Nancy-Lorraine (1)        |       | Centre de Formation, Famars                 | 01/02/2009, 14h30 |
| AJ Auxerre (1)            | 1-0   | Amiens SC (1)                |       | Stade de l'Abbé-Deschamps, Auxerre          | 01/02/2009, 14h30 |
| Stade de Reims (2)        | 2-2   | Lille OSC (1)                | 2-4   | Stade des Thiolettes, Reims                 | 01/02/2009, 14h30 |
| Stade brestois (2)        | 5-1   | FC Rouen (1)                 |       | Stade Cavale Blanche, Brest                 | 01/02/2009, 14h30 |
| SM Caen (1)               | 0-4   | Le Havre AC (1)              |       | Stade de Venoix, Caen                       | 01/02/2009, 14h30 |
| Amilly J3SP (2)           | 0-4   | FC Lorient (1)               |       | Stade Georges Clericeau, Amilly             | 01/02/2009, 14h30 |
| Pontivy Stade (2)         | 1-3   | Pacy VEF (1)                 |       | Stade Municipal Faubourg Verdun, Pontivy    | 01/02/2009, 14h30 |
| FC Saint-Lô (2)           | 1-1   | Paris SG (1)                 | 8-9   | Stade Louis Villemer, Saint-Lô              | 01/02/2009, 14h30 |
| Blagnac FC (2)            | 0-3   | Chamois niortais FC (1)      |       | Stade Andromède, Blagnac                    | 01/02/2009, 14h30 |
| US Colomiers (2)          | 0-1   | FC Nantes (1)                |       | Stade Bertrand Andrieux, Colomiers          | 01/02/2009, 14h30 |
| SO Cholet (2)             | 2-0   | Angoulême CFC (2)            |       | Stade Pierre Blouen, Cholet                 | 01/02/2009, 14h30 |
| Tours FC (2)              | 0-1   | LB Châteauroux (1)           |       | Stade de la Vallée du Cher, Tours           | 01/02/2009, 14h30 |
| USSA Vertou (2)           | 2-1   | SCO Angers (1)               |       | Centre Sportif des Échalonnières, Vertou    | 01/02/2009, 14h30 |
| ESA Brive (2)             | 0-6   | Montpellier HSC (1)          |       | Stade André Pestourie, Brive-la-Gaillarde   | 01/02/2009, 14h30 |
| Nueillaubiers FC (2)      | 0-5   | Tarbes Pyrénées Football (1) |       | Stade Amand Tuzelet, Nueil-les-Aubiers      | 01/02/2009, 14h30 |
| AC Ajaccio (1)            | 4-2   | Grenoble Foot (1)            |       | Stade Pierre Benielli, Bastelicaccia        | 01/02/2009, 14h30 |
| SC Bastia (1)             | 1-3   | FC Gueugnon (1)              |       | Stade Jean Filippi, Bastia                  | 01/02/2009, 14h30 |
| Villeurbanne AS (2)       | 0-5   | Olympique lyonnais (1)       |       | Plaine de Jeux Gerland, Lyon                | 01/02/2009, 14h30 |
| FC Martigues (2)          | 2-1   | Olympique de Marseille (1)   |       | Stade Coudoulière, Martigues                | 01/02/2009, 14h30 |
| Vesoul HSF (2)            | 0-9   | FC Sochaux (1)               |       | Stade René Hologne, Vesoul                  | 01/02/2009, 14h30 |
| FC Cournon d'Auvergne (2) | 0-0   | Nîmes Olympique (2)          | 2-4   | Stade Joseph Gardet, Cournon-d'Auvergne     | 01/02/2009, 15h00 |
| FC Sète (2)               | 0-3   | AS Monaco (1)                |       | Stade Georges Bayrou, Sète                  | 08/02/2009, 15h00 |
| Besançon RC (2)           | 1-1   | AS Moulins (2)               | 4-3   | Stade de la Malcombe, Besançon              | 08/02/2009, 15h00 |

### Seizièmes de finale
- Tirage au sort des 16èmes de finale le 5 février 2009, à partir de 12h30 au siège de la FFF, effectué par le gardien du Paris SG, Mickaël Landreau.
- Rencontres prévues le dimanche 22 février 2009.

| Club (division)         | Score | Club (division)              | T.a.b | Lieu de la rencontre                         | Date et heure     |
| ----------------------- | ----- | ---------------------------- | ----- | -------------------------------------------- | ----------------- |
| AS Monaco (1)           | 0-1   | Montpellier HSC (1)          |       | Centre d'entraînement, La Turbie             | 15/02/2009, 15h00 |
| AC Ajaccio (1)          | 1-2   | AJ Auxerre (1)               |       | Stade Pierre Benielli, Bastelicaccia         | 22/02/2009, 14h30 |
| FR Haguenau (2)         | 1-1   | CS Sedan (1)                 | 5-4   | Parc des Sports, Haguenau                    | 22/02/2009, 15h00 |
| Paris SG (1)            | 3-0   | RC Lens (1)                  |       | Stade Georges Lefevre, Saint-Germain-en-Laye | 22/02/2009, 15h00 |
| USON Mondeville (2)     | 1-0   | Pacy VEF (1)                 |       | Stade Michel Farre, Mondeville               | 22/02/2009, 15h00 |
| Paris FC (2)            | 2-0   | Red Star 93 (2)              |       | Stade Déjerine, Paris                        | 22/02/2009, 15h00 |
| Le Havre AC (1)         | 3-1   | ESTAC Troyes (1)             |       | Stade de la Cavée Verte, Le Havre            | 22/02/2009, 15h00 |
| SO Cholet (2)           | 1-2   | FC Nantes (1)                |       | Stade Pierre Blouen, Cholet                  | 22/02/2009, 15h00 |
| FC Lorient (1)          | 2-2   | Stade rennais (1)            | 3-4   | Stade de Kervenanec, Lorient                 | 22/02/2009, 15h00 |
| Stade brestois (2)      | 0-0   | USSA Vertou (2)              | 6-7   | Stade Cavales Blanche, Brest                 | 22/02/2009, 15h00 |
| Chamois niortais FC (1) | 2-1   | Girondins de Bordeaux (1)    |       | Stade René-Gaillard, Niort                   | 22/02/2009, 15h00 |
| LB Châteauroux (1)      | 2-0   | Tarbes Pyrénées Football (1) |       | Stade Gaston Petit, Châteauroux              | 22/02/2009, 15h00 |
| Besançon RC (2)         | 0-2   | FC Gueugnon (1)              |       | Stade de La Malcombe, Besançon               | 22/02/2009, 15h00 |
| FC Sochaux (1)          | 0-1   | Olympique lyonnais (1)       |       | Stade Auguste Bonal, Sochaux                 | 22/02/2009, 15h00 |
| Nîmes Olympique (2)     | 0-0   | FC Martigues (2)             | 9-8   | Centre de Formation, Nîmes                   | 22/02/2009, 15h00 |
| Lille OSC (1)           | 2-1   | AS Nancy-Lorraine (1)        |       | Stadium Nord, Villeneuve-d'Ascq              | Reporté           |

### Huitièmes de finale
- Tirage au sort des 8èmes de finale le jeudi 26 février 2009
- Rencontres prévues le dimanche 15 mars 2009.

| Club (division)     | Score | Club (division)         | T.a.b | Lieu de la rencontre             | Date et heure     |
| ------------------- | ----- | ----------------------- | ----- | -------------------------------- | ----------------- |
| Montpellier HSC (1) | 3-0   | LB Châteauroux (1)      |       | Stade Roger Bambuck, Baillargues | 11/03/2009, 15h00 |
| FC Gueugnon (1)     | 2-3   | AJ Auxerre (1)          |       | Stade Jean Laville, Gueugnon     | 14/03/2009, 16h00 |
| Paris FC (2)        | 0-1   | FC Nantes (1)           |       | Stade Déjerine, Paris            | 15/03/2009, 15h00 |
| Lille OSC (1)       | 1-2   | Paris SG (1)            |       | Stadium Nord, Villeneuve-d'Ascq  | 15/03/2009, 15h00 |
| USSA Vertou (2)     | 1-1   | USON Mondeville (2)     | 4-5   | Stade des Échalonniéères, Vertou | 15/03/2009, 15h00 |
| Stade rennais (1)   | 2-2   | Le Havre AC (1)         | 8-9   | Stade La Piverdière, Rennes      | 15/03/2009, 15h00 |
| Nîmes Olympique (2) | 0-0   | Chamois niortais FC (1) | 4-5   | Centre de Formations, Nîmes      | 15/03/2009, 15h00 |
| FR Haguenau (2)     | 1-6   | Olympique lyonnais (1)  |       | Parc des Sports, Haguenau        | 15/03/2009, 15h00 |

### Quarts de finale
- Tirage au sort des quarts et demi-finales mercredi 18 mars 2009 en fin de matinée à Alençon (Orne).
- Rencontres prévues le dimanche 5 avril 2009.

| Match | Club (division)         | Score | Club (division)     | T.a.b | Lieu de la rencontre                      | Date et heure       |
| ----- | ----------------------- | ----- | ------------------- | ----- | ----------------------------------------- | ------------------- |
| 1     | USON Mondeville (2)     | 0-1   | Le Havre AC (1)     |       | Stade Michel Farre, Mondeville            | 05/04/2009, 15 h 00 |
| 2     | Chamois niortais FC (1) | 0-2   | Montpellier HSC (1) |       | Stade René-Gaillard, Niort                | 05/04/2009, 15 h 00 |
| 3     | FC Nantes (1)           | 2-2   | AJ Auxerre (1)      | 4-3   | Stade de Saint-Joseph-de-Porterie, Nantes | 05/04/2009, 15 h 00 |
| 4     | Olympique lyonnais (1)  | 3-2   | Paris SG (1)        |       | Plaine de Jeux Gerland, Lyon              | 05/04/2009, 15 h 00 |

### Demi-finales
- Rencontres prévues le dimanche 19 avril 2009.

| Club (division)        | Score | Club (division) | T.a.b | Lieu de la rencontre         | Date et heure       |
| ---------------------- | ----- | --------------- | ----- | ---------------------------- | ------------------- |
| Montpellier HSC (1)    | 2-0   | Le Havre AC (1) |       | Stade Jacques Fould, Alençon | 19/04/2009, 15 h 00 |
| Olympique lyonnais (1) | 1-1   | FC Nantes (1)   | 2-4   | Stade Jacques Fould, Alençon | 19/04/2009, 17 h 30 |

### Finale
| 9 mai 2009 | Montpellier HSC | 2–0     | FC Nantes | Stade de France, Saint-Denis |                            |
| 17h15      | Dimitri Sarasar 17e · Rémy Cabella 54e |         | | Arbitrage : Jérôme Zoltner   | Arbitrage : Jérôme Zoltner |
| 17h15      | Rapport |         | | Arbitrage : Jérôme Zoltner   | Arbitrage : Jérôme Zoltner |
| 17h15      | Jonathan Ligali - Jean-Yves Capasso (Hichem Berrached 88e ), Abdelhamid El Kaoutari, Mickael Nelson, Teddy Mézague, Guillaume Legras, Younès Belhanda, Adrien Coulomb (Benjamin Stambouli 70e ), Dimitri Sarasar (Florent André 77e ), Rémy Cabella, Jonas Martin. · Entraîneur : Bruno Lippini. | Équipes | Erwin Zelazny, Chaker Alhadhur (Lévy Kofi Djidji 76e ), Lionel Carole, Darcy Tanzey, Vincent Sasso, Maxime Baty (Christopher Heliès 63e ), Loïc Nego, Olivier Bonnes, Florent Pasquier, Sofiane Hanni, Quentin Bonnet (Soufiane Choubani 46e ). · Entraîneur : Stéphane Moreau. | Arbitrage : Jérôme Zoltner   | Arbitrage : Jérôme Zoltner |